# 史蒂夫·巴斯比
史蒂夫·巴斯比（英語：Steve Busby、1949年9月29日—），前美國職棒大聯盟的選手，守備位置為投手，職業生涯都效力於堪薩斯市皇家隊。
曾在1973年、1974年投出兩場無安打比賽，不但為皇家隊隊史上第一位投出無安打比賽的投手，也是少數達成此紀錄的皇家隊投手。

## 外部連結
- 無安打比賽片段（页面存档备份，存于）